# Colin Hanton
Colin Leo Hanton (Liverpool, 12 dicembre 1938) è un batterista britannico, noto per essere stato il primo batterista dei Quarrymen, che poi sarebbero diventati i Beatles.